# ゲオルク・ウィッティヒ
ゲオルク・フリードリヒ・カール・ヴィッティヒ（Georg Friedrich Karl Wittig, 1897年6月16日－1987年8月26日）はドイツの化学者。 
オレフィンの一般的合成法を開発した。この合成法はのちにヴィッティヒ反応と呼ばれ、これによりハーバート・ブラウン（ボラン化学）とともに1979年にノーベル化学賞を受賞した。

## 生涯
ヴィッティヒはベルリンに画家と音楽家の息子として生まれた。カッセルのウィルヘルムギムナジウムで卒業試験まで過ごし、1916年、19歳のときテュービンゲン大学化学科で学び始めた。1920年、マールブルク大学の化学科に移った。カール・フォン・アウヴェルス (Karl Friedrich von Auwers) 教授のもとで研究し、1923年5月7日に博士号を取得した。
同年、マールブルク大学の助手 (Privatdozent) の職を得た。またワルトラウト・エルンスト (Waltraut Ernst) と結婚した。このとき始めた研究は、1926年の教授資格審査 (Habilitation) の論文となる。1930年に上級助教授 (Ober-Assistenten) に昇格し、1932年に准教授 (a.o. Professor) に着任した。この年、ブラウンシュヴァイク工科大学の講師にもなっている。
1937年、フライブルク大学のヘルマン・シュタウディンガー教授のグループに加わった。1939年にテニュアを得て、1944年からテュービンゲン大学で教授 (o. Professor) として教鞭をとった。1942年にデヒドロベンゼン（ベンザイン）の存在を予言した。
1956年からハイデルベルク大学有機化学研究科の学科長となり、1962年からドイツ自然科学アカデミー・レオポルディーナのメンバーになった。ハイデルベルクの名誉市民でもあった。
1987年8月26日、ハイデルベルクにおいて90歳で死去した。
ウィッティヒ反応はビタミンAの工業的合成に使われている。実験室スケールでの C=C 結合生成反応として最も重要である。カルボニル化合物とリンイリドから付加・脱離の過程を経て変換される。

## 業績
- Preparative chemistry; Springer: Berlin, 1976. ISBN 3-540-07932-7
- Über at-Komplexe als reaktionslenkende Zwischenprodukte; Westdt. Verl.: Köln, 1966.
- Stereochemie; Akad. Verlagsges: Leipzig, 1930.
- Zur Erschließung der Benzo-Gamma-pyrone; Habilschr.: Marburg, 1926.
- Untersuchungen über a-Oxydiphenyl und über die Bildung von Diphenochinonen; Univ. Diss.: Marburg, 1923.

## 受賞歴
- 1953年 アドルフ・フォン・バイヤー賞
- 1967年 オットー・ハーン物理・化学賞
- 1972年 パウル・カラー・ゴールドメダル
- 1973年 ロジャー・アダムス賞
- 1979年 ノーベル化学賞